# مقاطعة فاييت (آيوا)
مقاطعة فاييت (بالإنجليزية: Fayette County)‏ هي إحدى مقاطعات ولاية آيوا في الولايات المتحدة الأمريكية.

## أعلام
- جون دبليو. كار